# 앵초속
앵초속(Primula, /ˈprɪmjʊlə/)은 앵초과에 딸린 속이다.
히말라야를 중심으로 북반구의 고지와 한지에 약 550종이 분포하며, 한국에는 십수종이 자생한다. 제주도 한라산에 한라 취란화·설앵초, 남부·중부지방에 큰앵초·앵초, 북부지방에 눈빛취란화·주걱취란화·화태설취란화·바위취란화 등이 자생한다. 매년 가을 또는 봄에 포기나누기를 하고 용토(用土)를 교환하여 새뿌리가 잘 뻗도록 한다. 열매는 삭과이며 주로 산지에서 자라며 강원·경기·평북·함남 등지에 분포한다.

## 프리뮬러
프리뮬러(Primula)는 식물분류학상으로는 앵초과 앵초속의 이름이지만 보통 외래 재배종을 가리킨다. 앵초속 식물은 대부분 여러해살이며 약 200종이 알려져 있다. 주로 북반구의 한대 또는 산지에 많이 자생한다. 프리뮬러는 원예품종도 많고, 초봄의 관상용 화초로 분 또는 화단에 널리 재배되고 있다. 폴리안타는 오래 전부터 개량되어 온 교배종으로 팬지나 데이지와 더불어 봄의 대표적 화초이다. 높이 15-30cm로 잎은 근생하고 도란형으로 꽃줄기에 다수의 꽃이 달리는 것과 한 꽃씩 달리는 것이 있다. 폴리안타계의 퍼시픽 자이언트는 꽃이 크고 지름 약 6cm로 흰색·노란색·분홍색·빨간색 등이 있다. 말라코이데스는 중국 원산이며, 잎은 난형 또 장타원상 난형으로 자루가 있고, 뒷면과 줄기는 흰가루로 덮인다. 꽃줄기가 많이 나와서 단의 산형꽃차례로 벚꽃과 비슷한 작은 꽃이 말이 달린다. 재배는 보통 1, 2년초로 다루며 온실이나 프레임 내에서 하는 것이 일반적이다. 씨앗은 6-7월에 분에 부린다. 발아의 적당한 기온은 15-20℃, 용토는 부엽토가 풍부한 것이 좋다. 발아 후 상자 또는 작은 분에 옮겨 심고, 고온건조에 약하므로 여름에는 반그늘에 두는 것이 좋다.